# Carl Magee
Carl Magee (Iowa, 5 gennaio 1872 – Tulsa, 31 gennaio 1946) è stato un avvocato e editore statunitense. Ha anche brevettato il primo pratico parchimetro. 

## Biografia
Nel 1922 Magee fondò il Magee's Independent che nel 1923 avrebbe cambiato nome in New Mexico State Tribune e, nel 1933, in Albuquerque Tribune. Il Tribune terminò l'attività nel 2008. 
Magee divenne noto quando portò all'attenzione del pubblico lo scandalo Teapot Dome. Quando un giudice, che Magee aveva accusato di corruzione, lo fece cadere nella hall di un hotel, Magee estrasse la pistola e sparò, uccidendo accidentalmente uno dei presenti. In seguito fu assolto dall'accusa di omicidio colposo, ma si trasferì a Oklahoma City per dirigere l'Oklahoma News..
Fu l'editore del giornale finché la testata fu ceduta all'Oklahoma City News.

## Carriera
Nel 1933 Carl Magee  collaborò con il comitato del traffico della Camera di Commercio di Oklahoma City e, poco dopo, fu incaricato di diminuire la crescente congestione del traffico nel centro della città. I commercianti locali, infatti, si lamentavano che le loro vendite erano compromesse dalla scarsa rotazione di auto poiché i parcheggi, adiacenti ai negozi del centro, erano occupati dalle stesse vetture per tutto il giorno. Magee concepì l'idea di un timer a moneta che potesse essere usato per aumentare la rotazione del traffico nelle arterie commerciali e sponsorizzò un concorso all'Università dell'Oklahoma per sviluppare il dispositivo. Dopo il concorso, Magee progettò e brevettò il suo modello e contattò i professori H. G. Thuesen e Gerald Hale dell'Oklahoma Agricultural and Mechanical College (ora Oklahoma State University) perché lo aiutassero a sviluppare il suo modello di contatore. . Il primo modello  funzionava tramite una molla simile a quella dell'orologio che richiedeva di essere caricata da chi usufruiva del parcheggio dopo aver inserito le monete nel contatore. 
In seguito Magee entrò in società con Gerald Hale per formare la Magee-Hale Park-O-Meter Company, predecessore della moderna POM, Inc.
Il 16 luglio 1935 i primi parchimetri furono installati nel centro di Oklahoma City, con una tariffa di cinque centesimi all'ora. Le imprese trassero vantaggio dagli effetti dell'installazione dei nuovi congegni, ma alcuni cittadini indignati si lamentarono e intrapresero un'azione che, tuttavia, non riuscì a fermare la diffusione dei parchimetri che furono installati anche in altre città.
I primi parchimetri Magee-Hale furono prodotti a Oklahoma City e Tulsa da Rockwell International che nel 1963 spostò la sua produzione a Russellville in Arkansas. 
L'impresa POM, Inc., così come è oggi, si costituì nel 1976. 
La nuova proprietà e l'espansione degli impianti di produzione ebbero luogo negli anni '80, e POM nel 1992 ha presentato e brevettato  il suo "Advanced Parking Meter" (APM);  tra i miglioramenti, si annovera la scelta di alimentazione a batterie o a energia solare. 
Magee morì a Tulsa, Oklahoma, nel febbraio 1946.